# Program milion
Program milion (szw. miljonprogrammet) – rządowy program budowy około miliona mieszkań (przede wszystkim w blokach i szeregowcach), realizowany w Szwecji w latach 1965–1975. Oprócz działań budowlanych do programu należała polityka społeczna i kredytowanie lokali mieszkalnych.

## Cel
Program miał na celu wyrównanie różnic w statusie społecznym obywateli powojennej Szwecji. Przykład dał premier Olof Palme, który wyprowadził się z zamożnego Östermalm w Sztokholmie, by zamieszkać w szeregowej zabudowie dzielnicy Vällingby. Obecnie niektóre z osiedli wybudowanych w ramach programu generują różnego rodzaju problemy społeczne.

## Galeria
Niektóre osiedla wybudowane w ramach Miljonprogrammet:

### Bloki

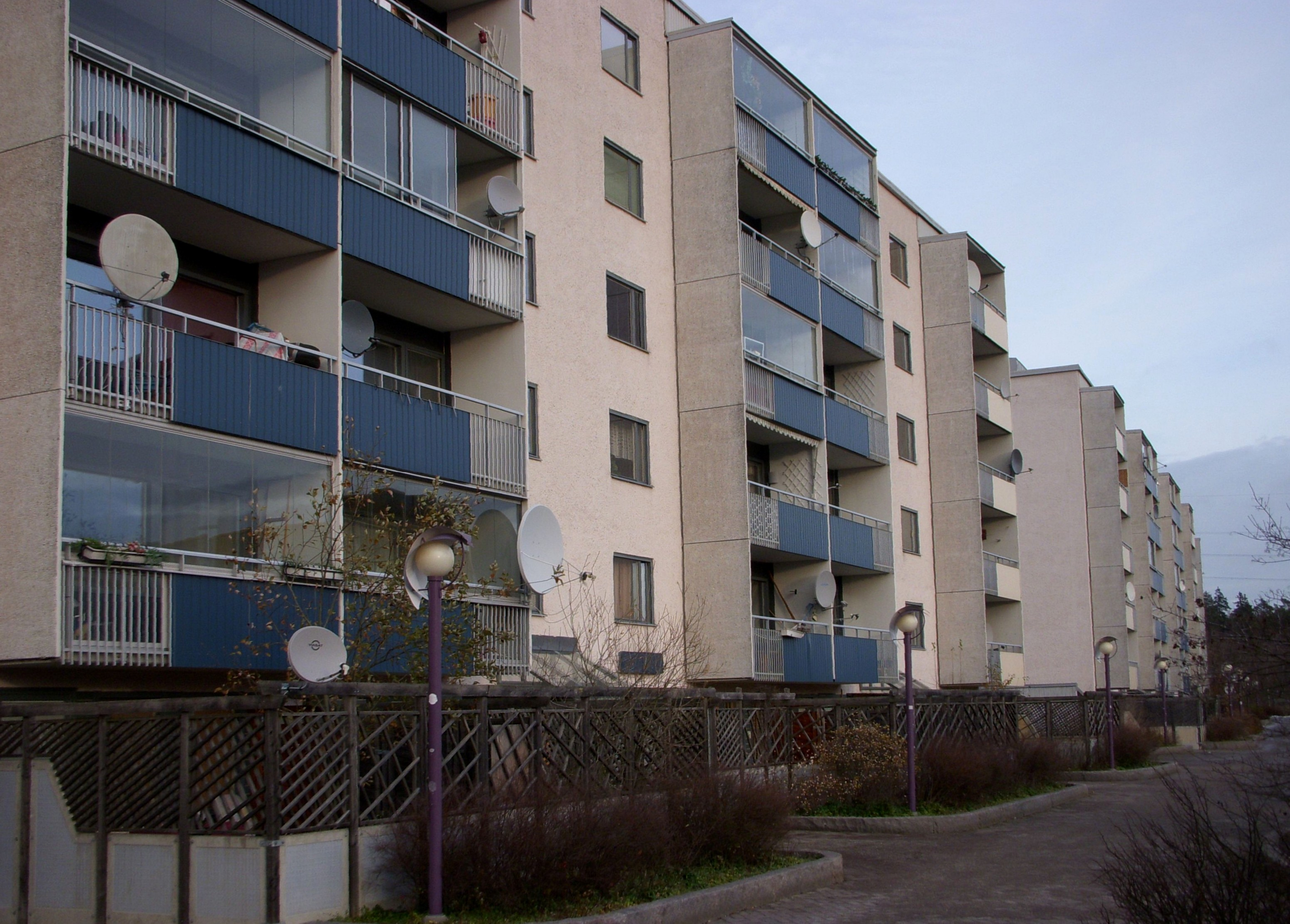
Skärholmen
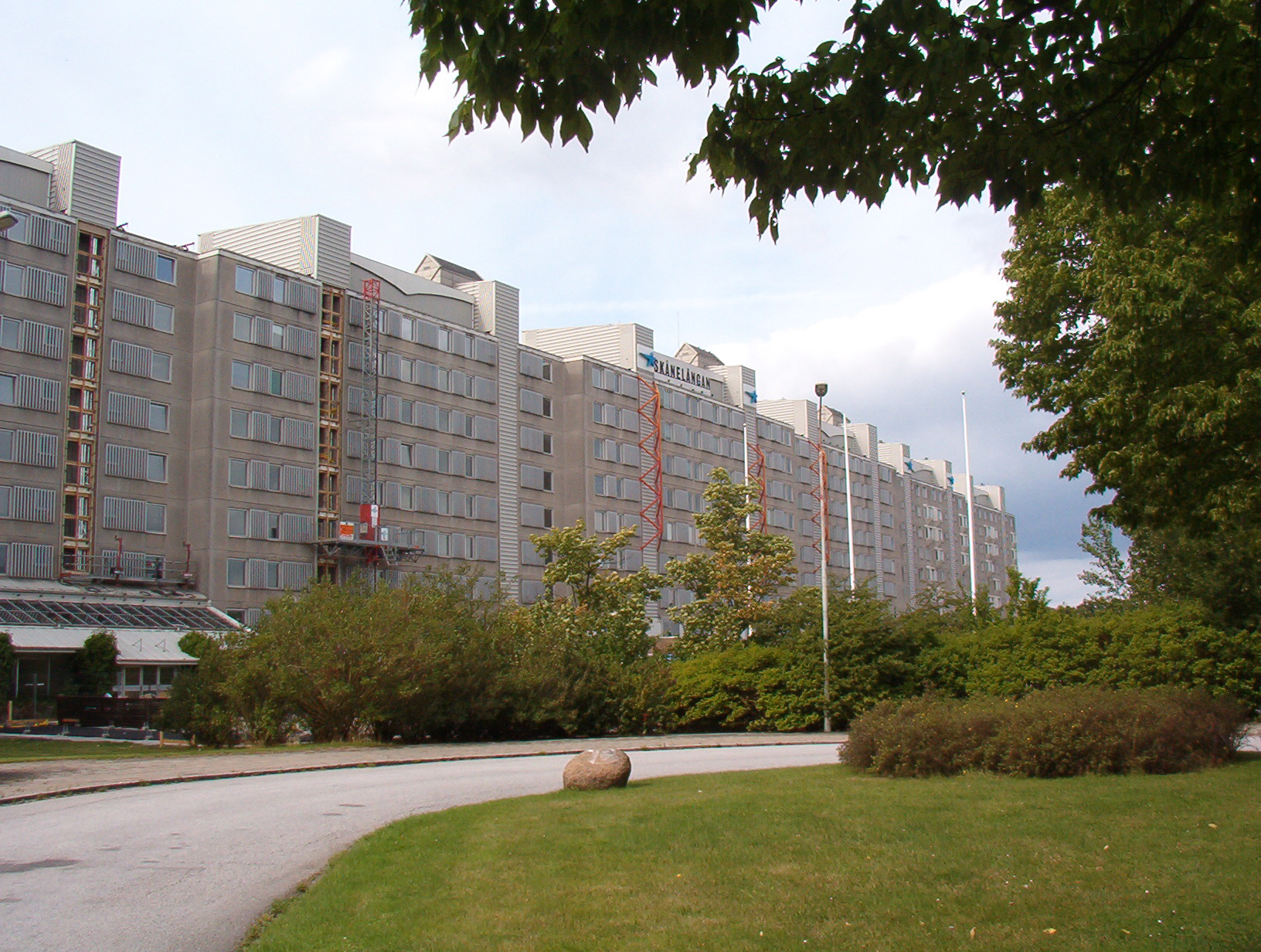
Rosengård
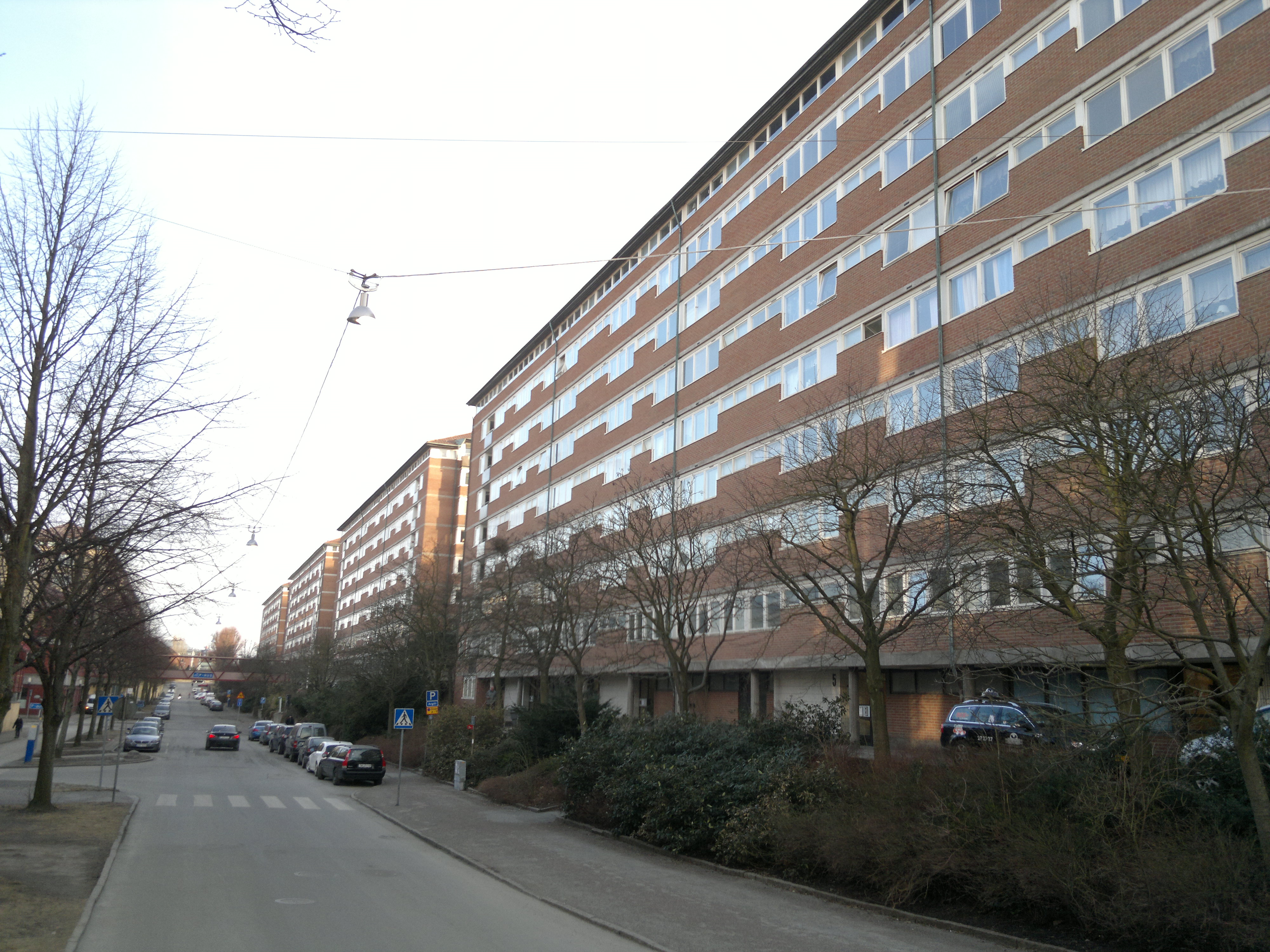
Landala
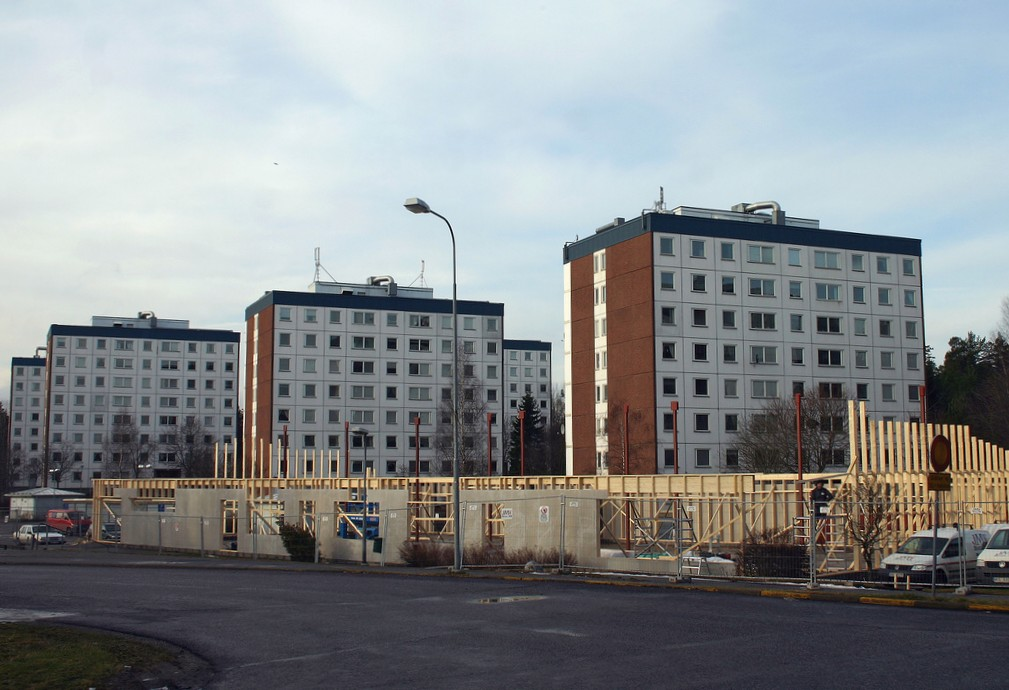
Jordbro
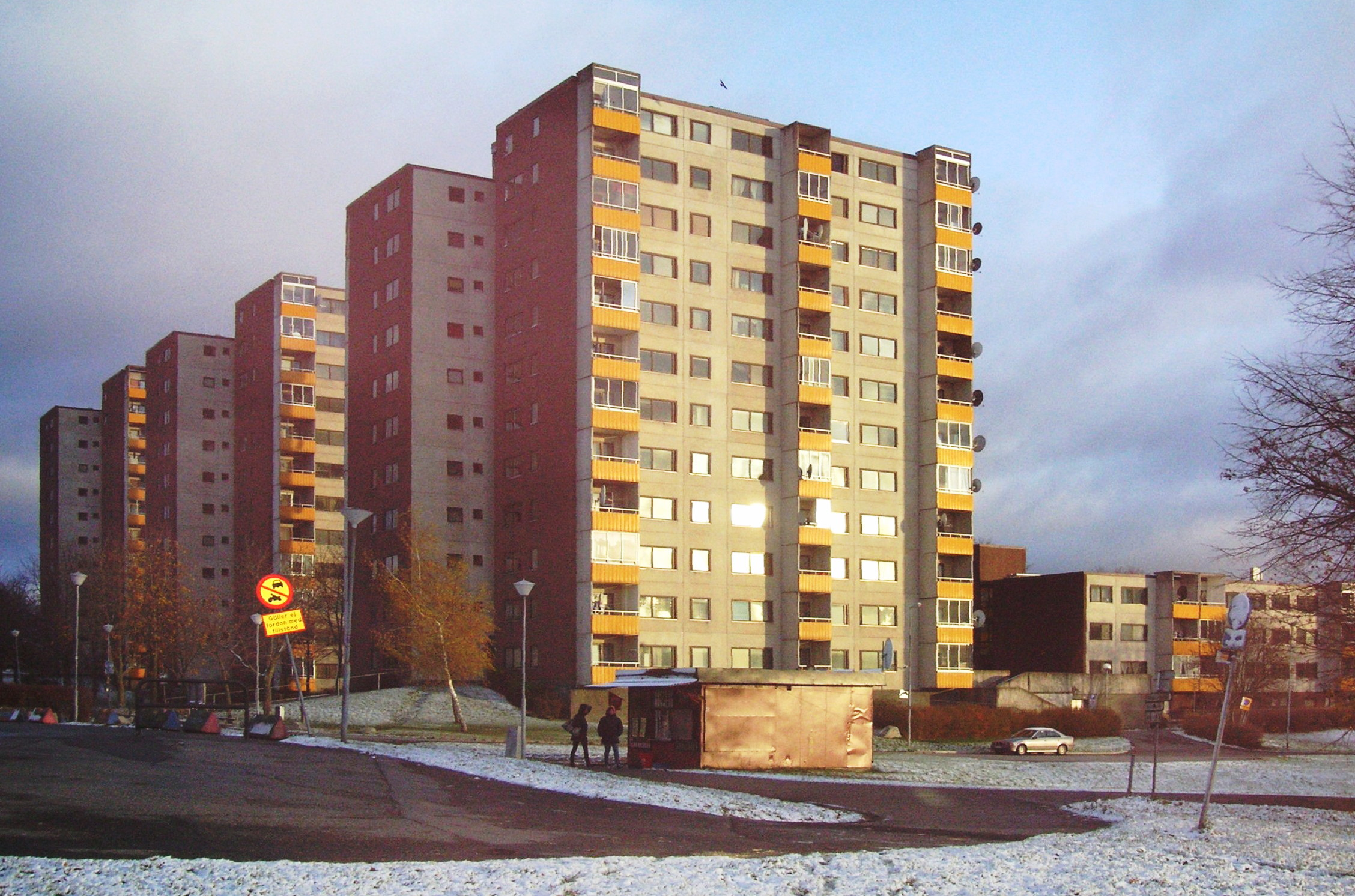
Fittja
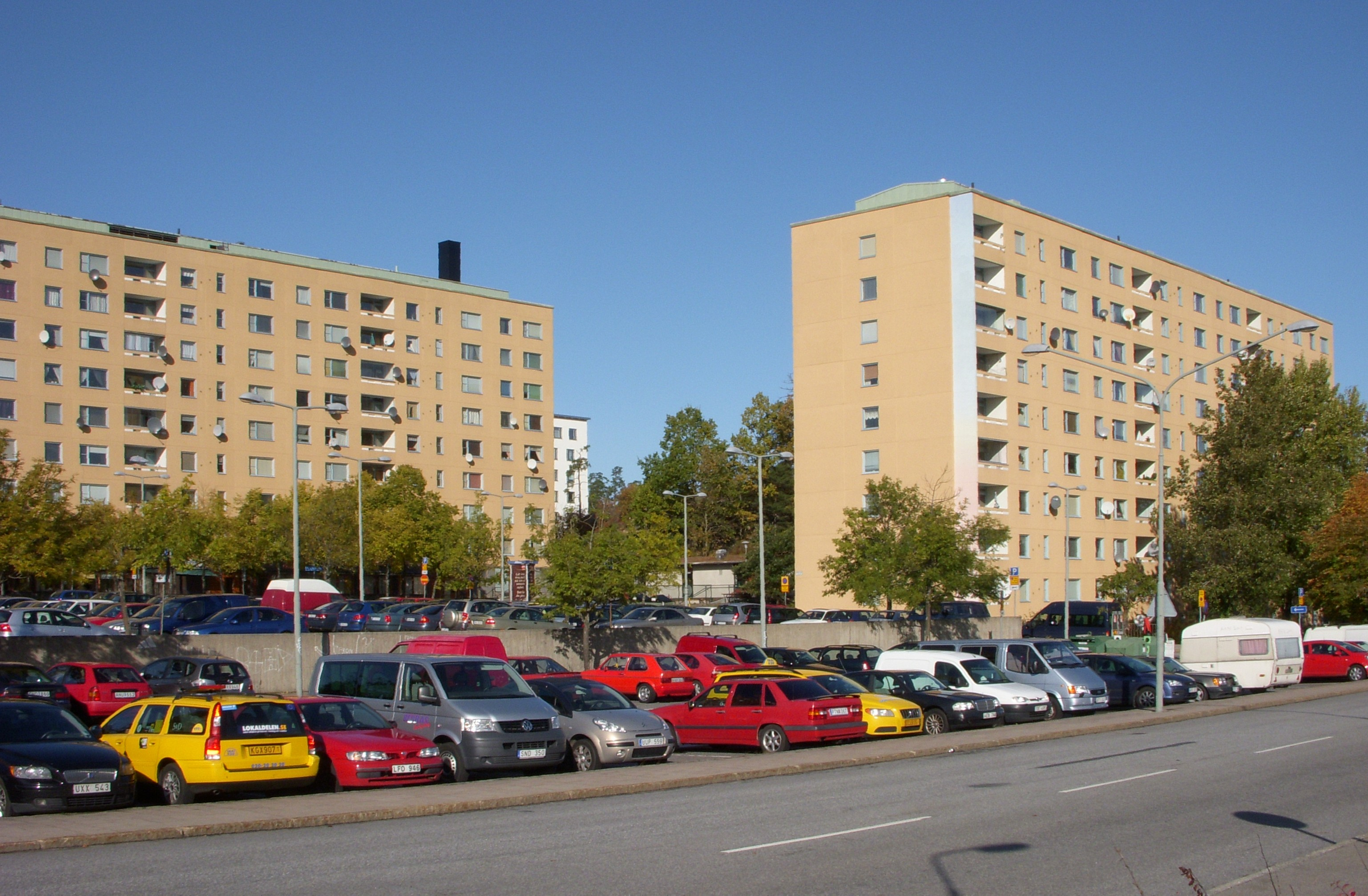
Sätra
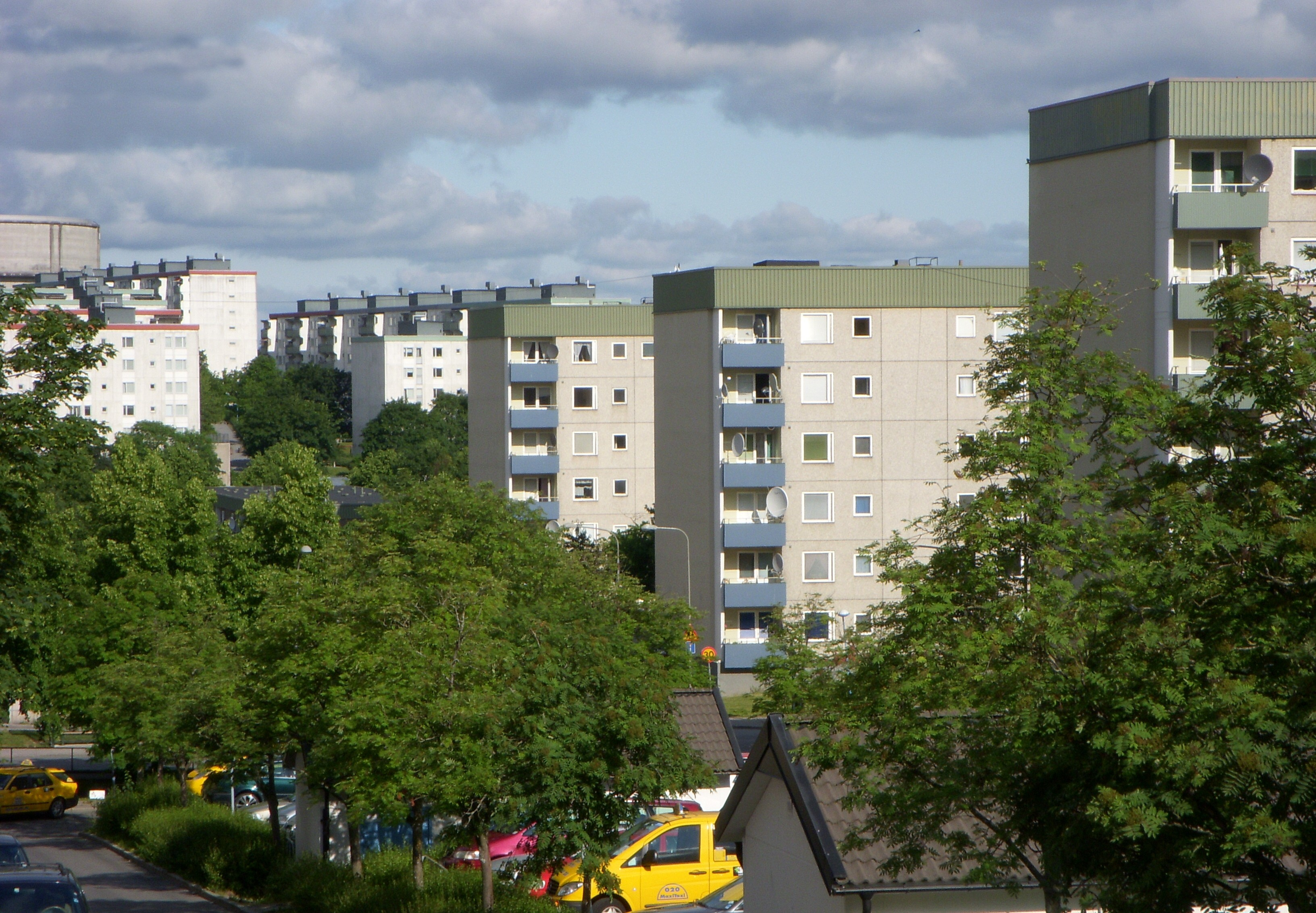
Tensta
Jönköping (Råslätt)

### Szeregowce

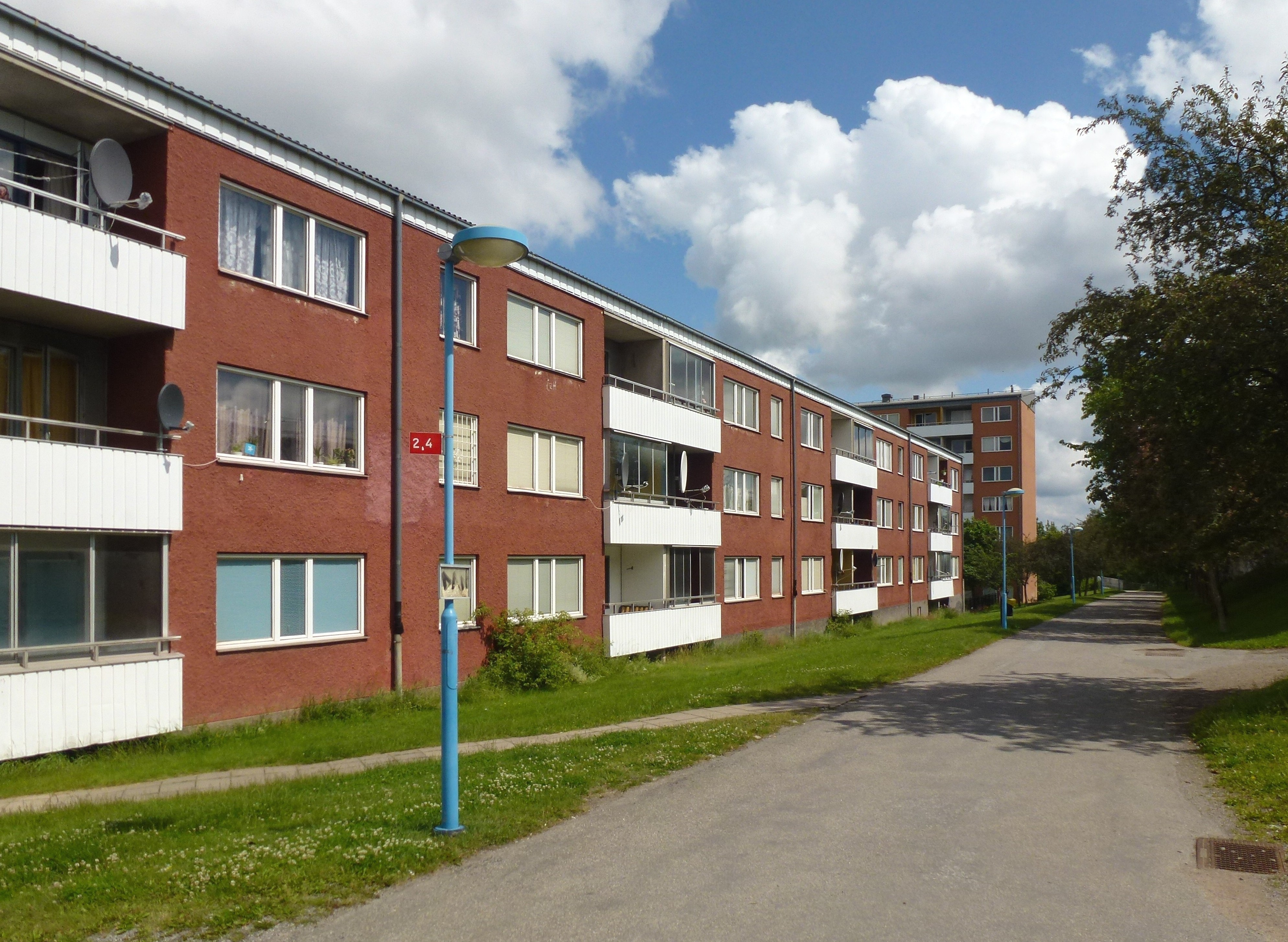
Hjulsta
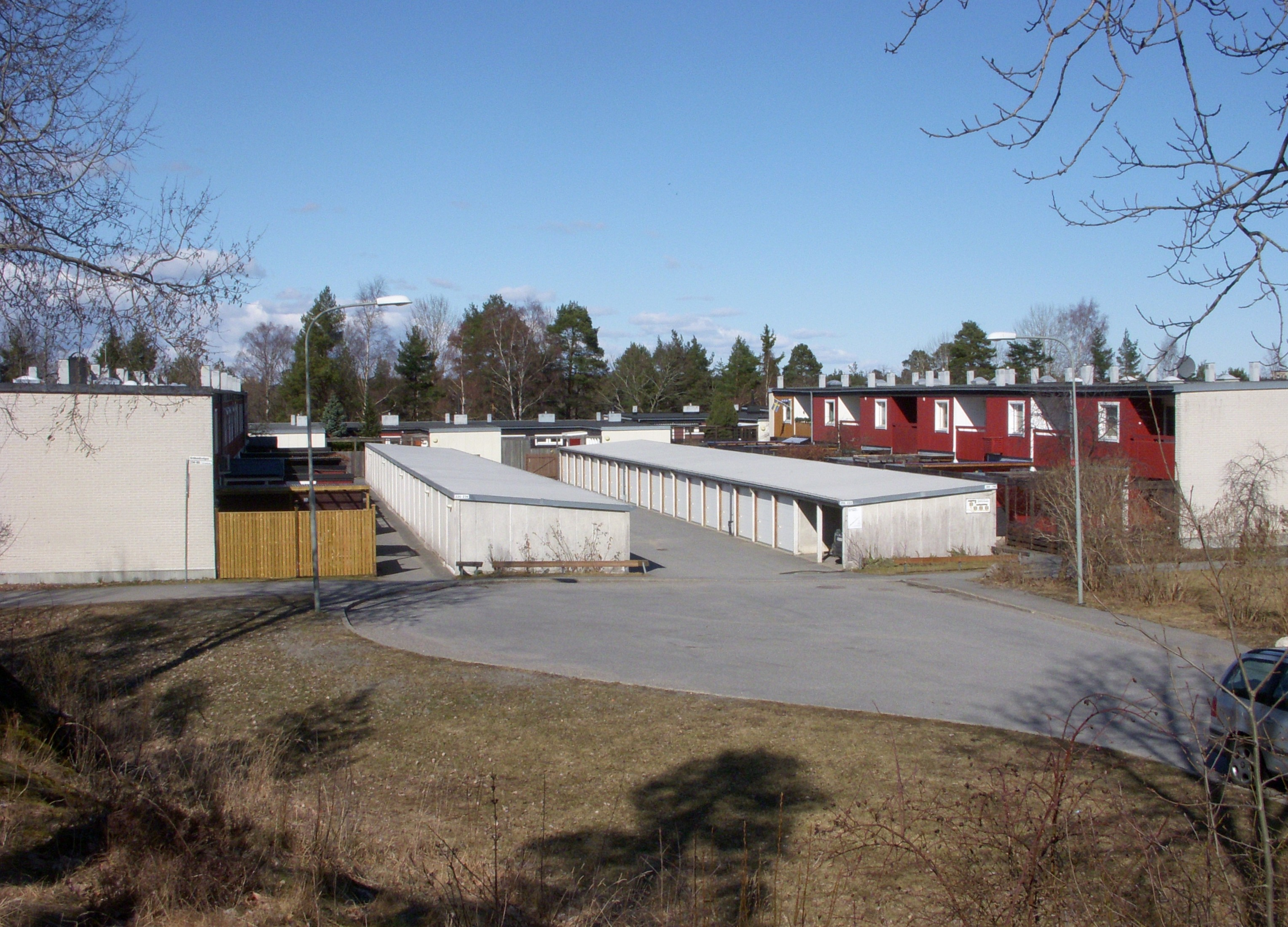
Norra Sköndal
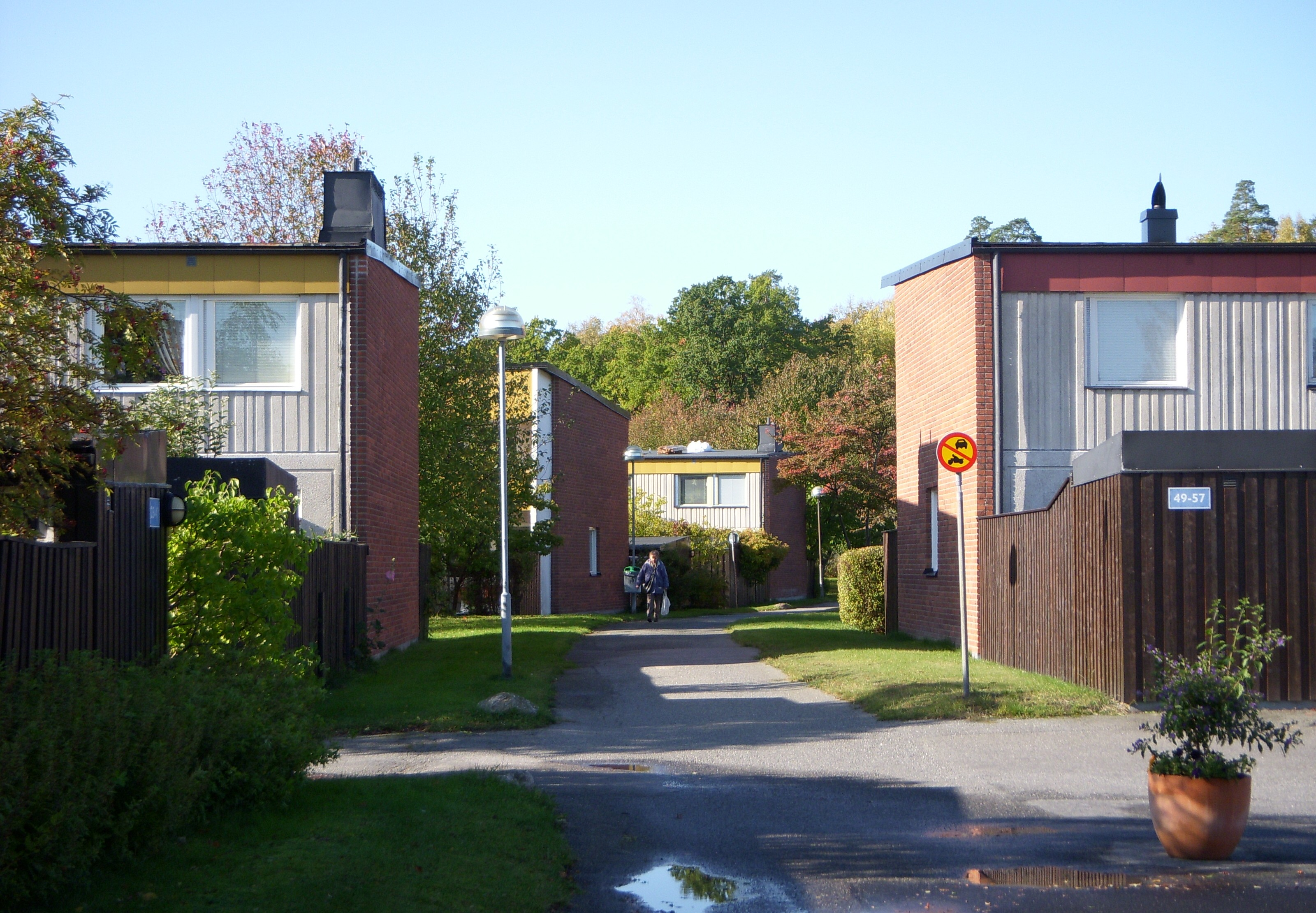
Sätra
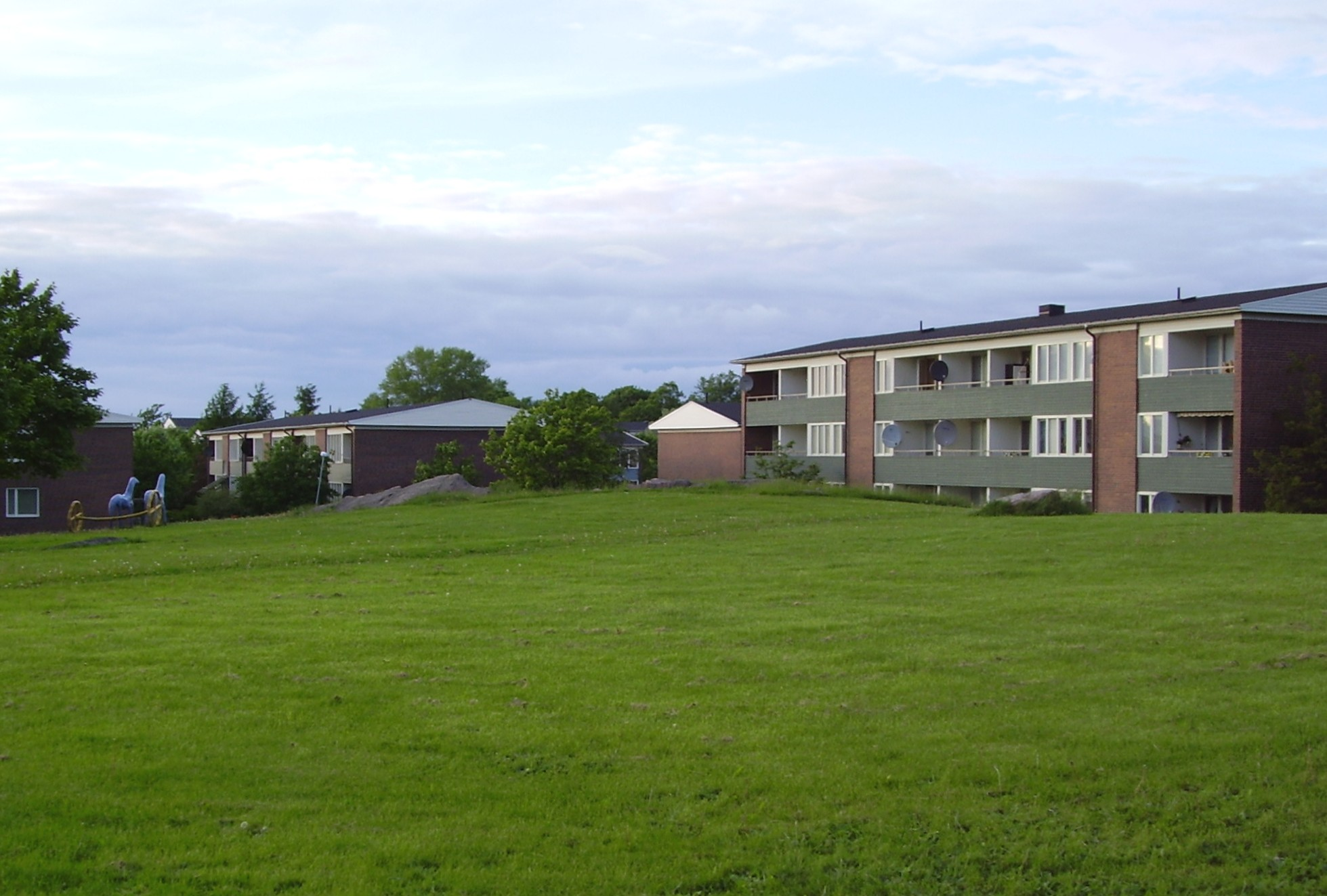
Skäggetorp

### Zdjęcia archiwalne

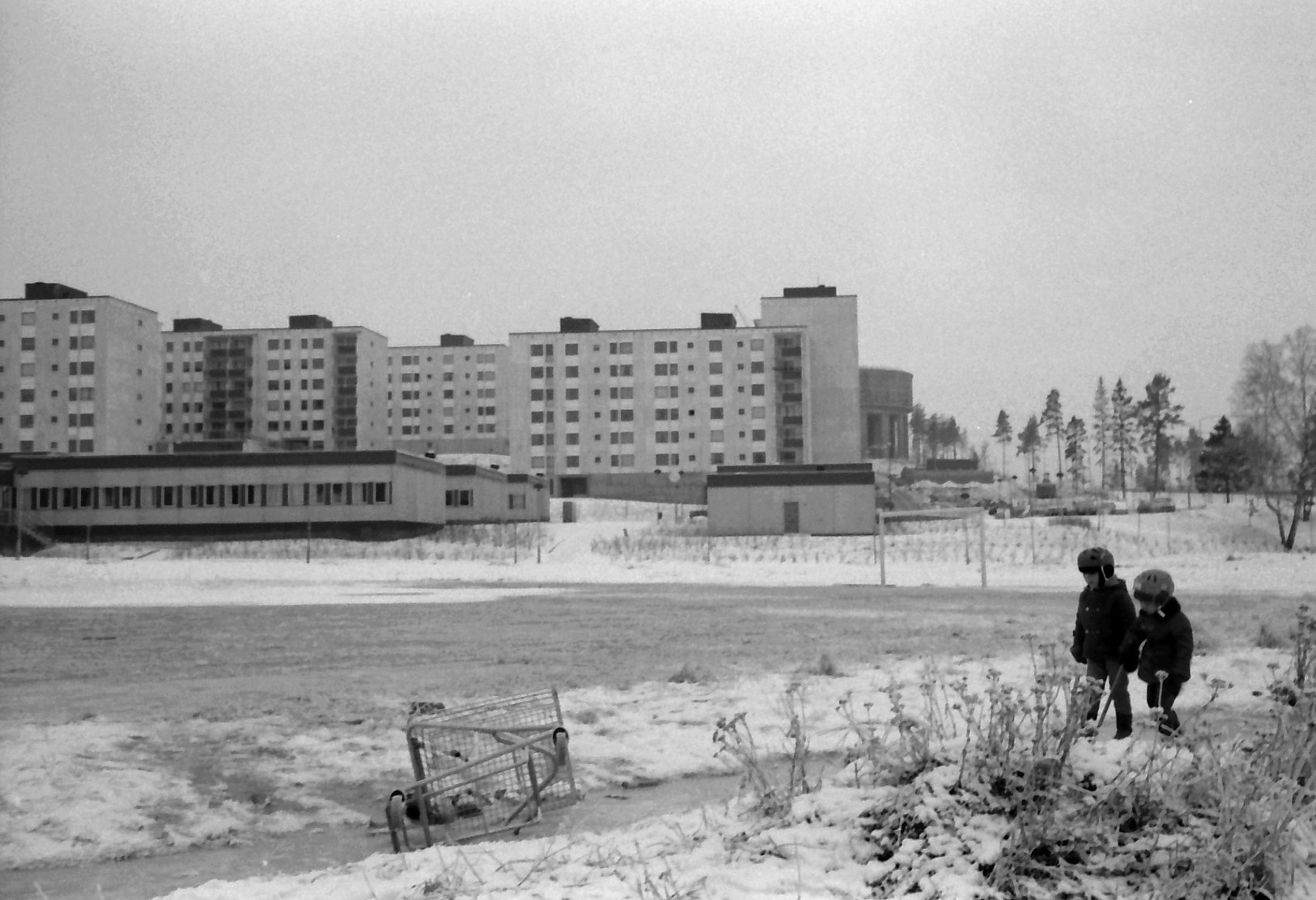
Tensta w 1971
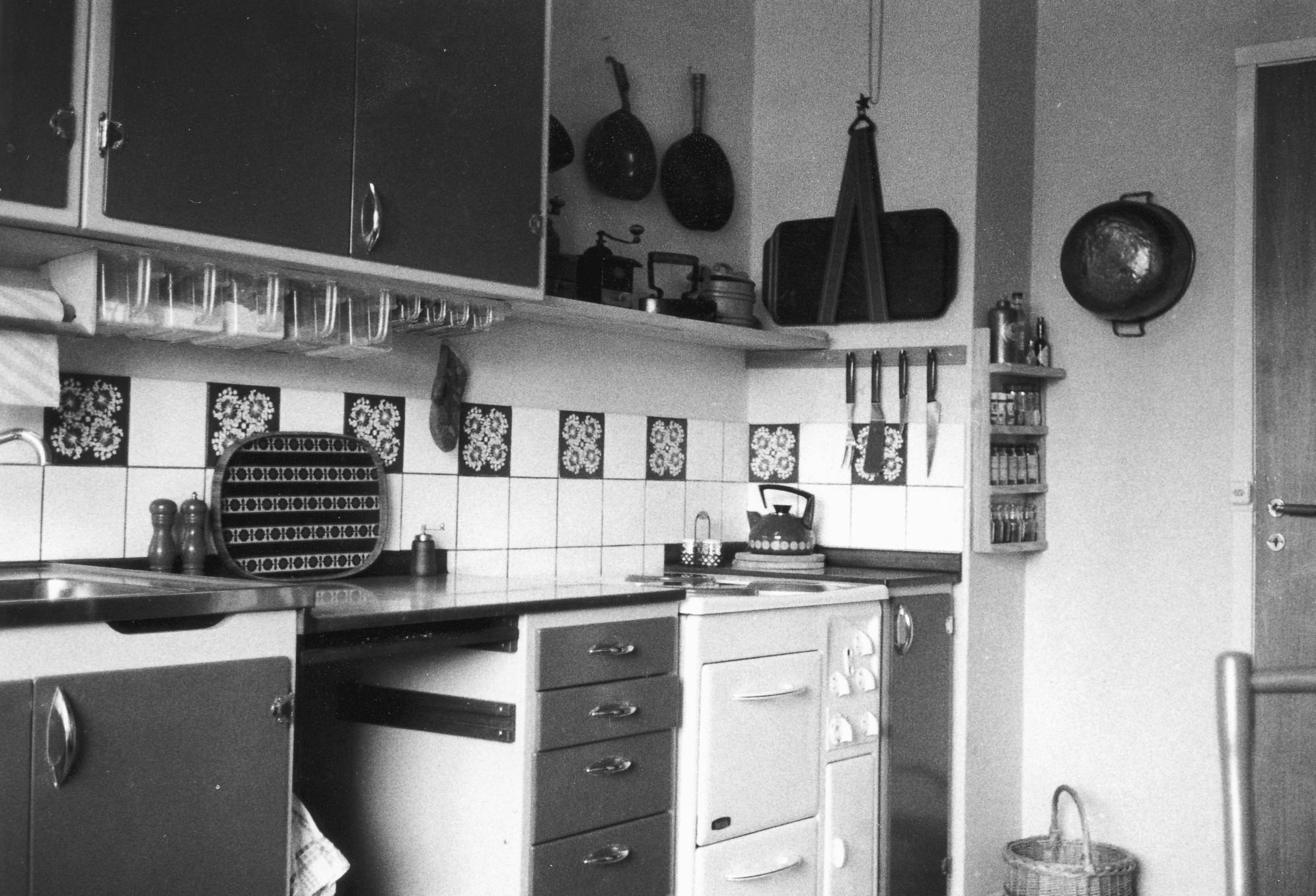
Standardowa kuchnia (1968)
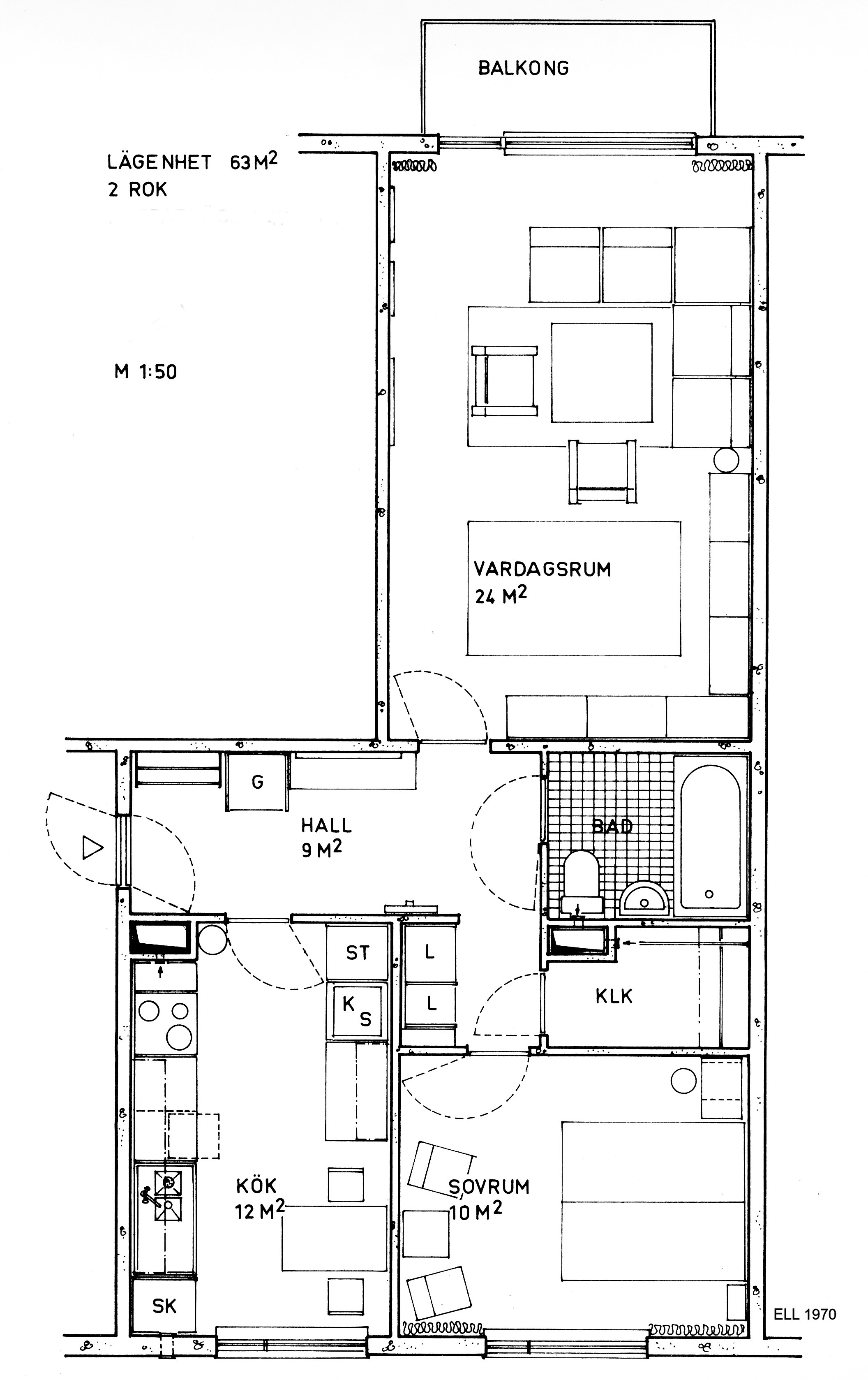
Rzut lokalu (1970)